# Закхеј и Алфеј
Свети Алфеј и Закхеј су били хришћани који су погубљени у Цезареји, Палестина, 303. или 304. године, према црквеном историчару Јевсевију Кесаријском и његовом делу Палестински мученици. 
Православн црква обележава свете Алфеја и Закхеја 18. новембра.
Постоје две постојеће верзије Јевсевијевих палестинских мученика у краћој и дужој верзији се помињу приче о Алфеју и Захеју, мада са варијацијама. Јевсевије је био присутан у Цезареји током прогона, део кампање за прогона хришћанства широм царства.

## Прогон хришћана у Цезареји
Цар Диоклецијан је наредио да сви у Римском царству служе и приносе жртве римским божанствима. Власти у Цезареји су биле толико жељне да се сви повинују овој наредби да су, према краћој рецензији Јевсевијевих Палестинских мученика, ухватили једног хришћанског вођу за руке, одвели га до олтара и гурнули му жртву у десну руку. Затим је отпуштен као да је извршио жртву. Надлежни су се договорили да ће потврдити да су још двојица дала понуде, иако нису. Други хришћанин је отворио уста да каже да је одбио да се поклони римским боговима када су га стражари ударили по лицу, спречили га да проговори и отпустили га, тако да је, каже Јевсевије, од многих довођених из тог краја да се поклоне римским боговима, само двојица, Алфеј и Захеј, „удостојили су се венца светих мученика“.

## Закхеј
Власти у Цезареји довеле су хришћане из околине да одступе или се суоче са смрћу. Међу њима је био и ђакон из Гадаре, Закхеј, тако назван по личности Новог Завета, по Јевсевију у дугом приказу палестинских мученика, због свог ниског раста и миле нарави. Пред судијама је смело говорио о својој вери, био је мучен и стрпан у затворску ћелију.

## Алфеј
Рођак Закхејев, Алфеј је био лектор цркве у Цезареји. Многи хришћани у граду и околини, суочени са избором својих верских принципа или смрти, гомилали су се у град да приносе жртве боговима, када је Алфеј гласно и јавно осудио њихово отпадништво. Након чега је изведен пред судије, наређено му је да принесе жрртву идолима, али је он то одбио, пркосно говорећи о својој хришћанској вери.

## Мучеништво
Алфеј и Закеј су мучени заједно неколико дана, и више пута су им нудили прилику да принесу жртву боговима и буду ослобођени, али су они то одбили упркос својим патњама. Коначно су обоје обезглављени истог дана.